# Pirates (1986)
Pirates is een Franse-Amerikaanse piratenfilm van Roman Polański. Het scenario was van Gerard Brach, John Brownjohn en Roman Polański. De film werd uitgebracht door Cannon Films. Hoofdrolspeler Walter Matthau speelt de komische Captain Red. De film kreeg een Oscarnominatie voor beste kostuumontwerp.

## Verhaal
Het verhaal begint op open zee waar men een vlot aantreft daarop Kapitein Red (Matthau) en zijn scheepsjongen Frog (Chris Campion). Beiden hebben uitdrogingsverschijnselen en als Red bijna Frog dreigt op te eten worden ze opgepikt door een Spaans galjoen en worden gedwongen om slaaf te worden. Dan komen de gevangenen in opstand en nemen het galjoen in. Ondertussen wordt Frog verliefd op de nicht van de gouverneur María-Dolores de la Jenya de la Calde (Charlotte Lewis). Red ontfermt zich over een Aztekentroon en er volgen achtervolgingen en pogingen om goudstaven te bemachtigen. Aan het einde van de film nemen de Spaanse autoriteiten het galjoen weer in en eindigen Red en Frog net als in het begin van de film op een vlot op de volle zee.

## Schandaal rond Roman Polański
In mei 2010 beschuldigde actrice Charlotte Lewis dat regisseur Polański voor de opnamen van de film niet alleen met haar, maar met alle actrices in deze film naar bed is geweest. Lewis was op dat moment 16 jaar.

## Rolverdeling
| Acteur          | Personage                      |
| --------------- | ------------------------------ |
| Walter Matthau  | Captain Thomas Bartholomew Red |
| Cris Campion    | The Frog - Jean-Baptiste       |
| Damien Thomas   | Don Alfonso de la Torré        |
| Olu Jacobs      | Boomako                        |
| Ferdy Mayne     | Captain Linares                |
| Władysław Komar | Jezus                          |